# Autoba pulvinariae
Autoba pulvinariae är en fjärilsart som beskrevs av Oliff 1892. Autoba pulvinariae ingår i släktet Autoba och familjen nattflyn. Inga underarter finns listade i Catalogue of Life.